# Andréi Kurbski
Kniaz Andréi Mijáilovich Kurbski (en ruso: Андрей Михайлович Курбский; 1528-1583) fue el amigo íntimo y después el principal rival político del zar ruso Iván el Terrible. Su correspondencia con el zar es una fuente única para la historia de la Rusia del siglo XVI. En el Gran Ducado de Lituania en el siglo XVI, el Príncipe Andréi Kurbski de la dinastía Rúrikovich fue descrito en documentos polacos bajo el apellido Krupski. del escudo de armas Levart (Lew II).
Kurbski, el cual tomó su nombre de la ciudad de Kurba cercana a Yaroslavl, perteneció a la familia de los príncipes Rúrikovich. A temprana edad obtuvo renombre por el valor mostrado en las guerras ruso-kazanesas contra el Kanato de Kazán. Durante el decisivo asedio de Kazán, comandó el flanco occidental del ejército ruso y fue herido. Dos años más tarde derrotó a los rebeldes udmurtos y se convirtió en un boyardo. En aquel tiempo, Kurbski se convirtió en uno de los más cercanos colaboradores y asesores del zar.
Durante la Guerra Livona Kurbski dirigió las tropas rusas contra la fortaleza de Dorpat (hoy Tartu, Estonia) y salió victorioso. Después de que Iván no renovara su comisión, Kurbski desertó a Lituania el 30 de abril de 1564, mencionando la latente represión como su razón. Más tarde en el mismo año lideró un ejército polaco-lituano contra Rusia y devastó la región de Velíkiye Luki. Como recompensa, Segismundo II Augusto, rey de la República de las Dos Naciones, le entregó la ciudad de Kóvel en Volinia (Ucrania), donde vivió pacíficamente defendiendo a sus súbditos ortodoxos de la invasión de Polonia. Así se convirtió en el primer político proveniente de Rusia.
Kurbski es recordado por una serie de vitriólicas cartas intercambiadas con el zar entre 1564 y 1579. En 1573 escribió un panfleto político, el cual manifestaba los primeros principios independientes de desaprobación del deslizamiento de Iván hacia el absolutismo. En sus escrituras, Kurbski culpa al zar por una serie de crímenes patológicamente crueles, pero los historiadores todavía discuten sobre si a sus afirmaciones se les debe dar crédito. Su lenguaje es notable por la abundancia de préstamos extranjeros, especialmente del latín, que había dominado en la emigración.
A menudo Kurbski apoyaba la oposición al régimen. Siendo nieto de Mijaíl Fiódorovich Kurbski-Karamysh e hijo De Mijaíl Mijáilovich Kurbski, fue casado con la hija del deshonrado príncipe Andréi de Úglich o Andréi Bolshói. Kurbski apoyó en la lucha por el trono, contra Basilio III y su nieto, Dmitri, pero solo ganando el disgusto de los gobernantes de Moscú.
El hijo de Dmitri, el príncipe Kurbski (Krupski) de la ortodoxia se convirtió al catolicismo y dejó descendencia en Bielorrusia.
Un hecho dramático de su vida se puede encontrar en la obra épica del director de cine soviético Serguéi Eisenstein, Iván el Terrible, en donde se le describe como el segundo aristócrata más poderoso de Rusia, solo después del zar, y que es constantemente puesto bajo presión por los boyardos que buscaban una rebelión en contra de la autoridad imperial en Moscú.